# Liste der Ehrenbürger von Weilburg
Die Stadt Weilburg hat seit dem Jahr 1903 acht Personen das Ehrenbürgerrecht verliehen.
Den 1933 zu Ehrenbürgern ernannten Paul von Hindenburg, Adolf Hitler, Hermann Göring, Jakob Sprenger und Prinz Philipp von Hessen (Oberpräsident der Provinz Hessen-Nassau) wurden die Ehrungen 1946 auf Beschluss des Weilburger Stadtrates wieder aberkannt.
Hinweis: Die Auflistung erfolgt chronologisch nach Datum der Zuerkennung.

## Die Ehrenbürger der Stadt Weilburg
1. Wilhelm Farr (* 8. Juli 1833 in Freiensen; † 10. Februar 1907 in Weilburg)
Geschäftsmann, Politiker, Bürgermeister
Verleihung 1903
Farr war ein erfolgreicher Geschäftsmann in Weilburg. Nachdem er bereits ab 1870 dem Gemeinderat der Stadt und ab 1876 drei Jahre dem Preußischen Abgeordnetenhaus angehört hatte, wurde er 1885 zum Bürgermeister gewählt. Er blieb bis 1888 im Amt und vermachte bei seinem Tod der Stadt eine große Summe für gemeinnützige Zwecke.
2. Gustav Karthaus (* 21. März 1859 in Grumbach; † 8. Februar 1934 in Weilburg)
Verwaltungsbeamter, Bürgermeister
Verleihung 1927
Nachdem Karthaus bereits viereinhalb Jahre in Melsungen als Bürgermeister gedient hatte, trat er am 1. Oktober 1905 an die Spitze der Stadt Weilburg. In seiner 21-jährigen Amtszeit setzte er sich vor allem für die Verbesserung der Infrastruktur ein. Die Wasserversorgung wurde modernisiert und mit dem Bau eines Elektrizitätswerkes auch die Stromversorgung. 1913 wurde die Neue Kaserne errichtet. Er ließ zahlreiche Straßen der Stadt ausbauen und leitete mit der Ausweisung von Baugebieten auf dem Zeppenfeld und am Karlsberg die Stadterweiterung ein. Daneben widmete er sich durch Unterstützung der Fürsorgevereine der Stadt engagiert den sozialen Problemen der Stadt. Anlässlich seiner Verabschiedung in den Ruhestand am 31. Dezember 1926 wurde er zum Ehrenbürger ernannt.
3. Friedrich Brinkmann (* 25. August 1877 in Weilburg; † 26. Juli 1960 in Weilburg)
Metzgermeister
Verleihung 1953
Brinkmann hatte 1900 die Hofmetzgerei seines Vaters in der oberen Langgasse übernommen. Zu dieser Zeit begann er sich in einer ganzen Reihe von Ehrenämtern zu engagieren. So war er Ehrenobermeister der Metzgerinnung, Altmeister der Handwerkskammer Wiesbaden und Ehrenmitglied der Freiwilligen Feuerwehr Weilburg. Von 1902 bis zu seinem Tod war er Hauptmann der Bürgergarde der Stadt Weilburg, einem der ältesten Traditionsvereine im Nassauer Land.

## Quelle
- Edith Bröckl (Hrsg.): Weilburg-Lexikon. Lexikon der Stadt Weilburg an der Lahn. Neuaufl. Magistrat der Stadt Weilburg, Weilburg 2006.